# BREAK-AGE
『BREAK-AGE』（ブレイクエイジ）は、1992年から1999年にかけて『月刊アスキーコミック』（後に『月刊コミックビーム』）に連載されていた馬頭ちーめい・STUDIOねむ原作の漫画作品。略すときは「B-A」と称される。
元々は『月刊アスキーコミック』92年11月号に読み切りとして掲載されたもので、本編である全10巻の単行本が発売された他、同じ作者による漫画『BREAK-AGE外伝 ボトルシップ・トルーパーズ』や小説版などにおいて、世界観を同一のものとした外伝が展開されている。
1999年にはビームエンタテインメントより本編序盤の内容を描いたOVA作品も発売された。
マンガ図書館Zにて2013年7月5日より単行本全10巻、同年8月14日より外伝『ボトルシップ・トルーパーズ』第1巻および完全版、2014年2月26日より小説版『BREAK-AGE EX ロアゾオ・ブルー』全7巻が、電子書籍として無料公開中。

## ストーリー
西暦2002年、アミューズメントセンター「コニーパレス」において、話題の大型体感ゲーム「デンジャープラネット」（略称DP）が稼動された。リアルなグラフィックと奥深いシステムを持ち、さらに専用回線を用いて全国規模でのネット対戦までが可能な「DP」はたちまちに日本中のユーザー達を熱狂させ、その波は世界にまで広がっていった……。
そして2007年。主人公の仁村桐生は、「DP3」をプレイ中に「弁慶」とマーキングされたバーチャル・パペット（VP）と遭遇する。常識を超えた怪物VPを前に一瞬にして敗北を喫してしまった桐生は「弁慶」との再戦を誓う。
人気ゲーム「DP」を通じて主人公達は様々な人達と出会い、成長してゆく。そして「DP」開発の裏に隠された悲劇は新たな悲劇を生み、ある者は大きなトラウマを抱え、ある者はそれに真正面から立ち向かい、そしてまたある者は人生そのものを狂わされる事となる……。

## 用語解説

### デンジャープラネット
デンジャープラネット
略称DP。2002年にデッガー社の開発した体感型アーケードゲーム。星間戦争を舞台にしたストーリーモード、任意の人数による対戦モード、乱入自由のバトルロイヤルモードを備えており、いずれのモードにおいてもVP（バーチャル・パペット）と呼ばれるメカニックに搭乗して戦うゲームであることに変わりはない。本編開始当初はバージョンIIIだったが、とある出来事を経て複座対応やVP同士の合体まで可能なほど拡張性を高めたバージョンIVに移行した。
市街地や平原、海上に宇宙など多くのステージが用意されており、中には『ムーンゲッター』に登場する「アトモスフィア」の様にエントリー資格が必要なスペシャルステージが存在する。
ISDN網によって国内のアミューズメントスポット同士の連携を実現しており施設間での対戦が行える他、機体改造（カスタマイズ）の幅が異常なほど広く、プレイヤーは市販のエディットツールによってビス1本から機体を作り込むことも可能である(ただし、コアにあたる部分などは業務用開発ツールでしか触れることはできない)。また物理シミュレーターとしても使用できるほどである非常に高度な物理エンジンが組まれている。
物理法則に反する機体やゲームバランスを著しく破壊する機体は、ゲーム内の物理法則である「マスターシステム」によって随時排除されるため、常時高いゲームバランスを保っている。
なお技術的に非常に難しいもののレーザー兵器などの現実的ではない武装も使用できる。但し核兵器のみは倫理的な観点から絶対禁止がなされている。
バーチャル・パペット
略称VP。VPという名称は機体がポリゴンによる人形であったころの名残から。デンジャー・プラネットの世界で活躍する架空の兵器全般を指す。狭義においては人型または有脚型兵器のみをVPと称し、それ以外をバーチャル・ユニット（VU）などと呼び区別することもある。
多くのメーカーから機体データが販売されている他、PC用のエディットツールも広く市販されており、ユーザーは既製のVPをベースに自分なりの改造を施すことが可能となっている。ユーザーの中には実在した帆船を精密に再現したVUを制作する者もいる。
メーカーから市販されている既製（レディメイド）VPに対して、既製VPをユーザーが改造したものをカスタムVP、既製VPを一から組み立てなおしたものをフルカスタムVP、市販部品を使いゼロから作成したものをハンドメイドVP、部品自体から全て作成したものはフルハンドメイドVPと呼ばれる。
プレイヤーはVPのデータをMOなどに記録してアミューズメント施設へと持ち寄り、施設内でDP専用規格のディスクに機体データを転写、コックピットに備えつけられたドライブにディスクを挿入することによって愛機に搭乗する。
TOWER
Terminal Of Workable Expression Rullerの略。6基のコックピットを装備するゲーム用大型筐体である。2001年に全国の数々のアミューズメントスポットに設置された後、デンジャープラネットのヒットに伴って爆発的な人気を得た。
ゲーム中のGを実際に体感することができるなど、かなり高度な筐体である。また安全面にも考慮がなされており、作中では体調の低下に際し酸素マスクが出て来ることがあった。
ランク
プレイヤーの対人戦における戦績やプレイ時間によって経験値が加算され、そのプレイヤーに与えられた級（ランク）が上昇することがある。特に自分より上位ランクのプレイヤーを撃墜すると多量の経験値が加算される。N（ノービス＝初心者）を始めとして、B・A・SA（スペシャルA）の4種類が存在する。
機体には更に細かくランクが設定されており、こちらは加算だけでなく減算も行われる、ややシビアなものとなる。
サマーグランバトル（夏休み全国大会）
夏休みの時期にコニー主催で毎年行われる、DPの全国大会。まず数十ある圏（ゾーン）毎に地区大会が行われ、その後は地区での優勝者たちによって決勝大会が開催される。

### 組織
コニージャパン(CONNY JAPAN)
多国籍に活躍するアミューズメント企業コニーの日本法人。本社はアメリカ。日本各地にアミューズメントスポット（ゲームセンター）コニーパレスを展開する。
デッガー(DEGGER)
ゲームソフトメーカー。DPシリーズを開発した企業であり、システム運営に当たる。自社開発のVPやエディットツールなどの関連商品の開発・販売も手掛けており、DP業界を牽引する存在といえる。DP開発のためにコニー社の資本参加を受けて業務提携し、実質的な子会社となる。
イーディス(EDITH)
2006年に設立された新興のゲームソフトメーカー。主業務はVPの開発・販売。社長はディートリッヒ・高原（ディーター）と彩理の母エーファ・高原。ディーターの死後、その死による保険金や弔慰金を出資して設立し、彼の死をきっかけにデッガー社を飛び出した浅野ら開発陣を迎え入れた。ディーターの草案を元にした新機軸のVPを次々と発売し、たちまちデッガーと並ぶトップメーカーとなった。
NPHエンジニアリング
英国・ハイアームズ財閥の一社。コニーUKと提携し、英国におけるDP事業を展開中。トーマス・ブライアン・ハイアームズは常務。
国立国府高等専門学校
逢羽市にある国立の工業高専。4年生以上は私服通学。略して「国府高専」と呼ばれる。
新屋敷女子学院
逢羽市中心部にある女子校。小学校から大学までがある。
逢羽工科大学
逢羽市にある公立の工学単科大学。入試を遠隔地の会場でネット受験できるようにしたり、海外留学中の学生が遠隔授業を受けられるようにするシステム（TALS＝タルス）を導入するなど先進的。
シトラスハウス
逢羽市中心部にあるショーパブ。TOWER筐体をコックピット2基分設置しており、DPを遊ぶことができる。ホステスには、バニーガールとそれ以外の衣装の人がいるが、バニーだけが女性で、そうでない人はママを含めて男性。

### 地名
逢羽市（あいばし）
物語の舞台。モデルは香川県坂出市であり、浦ノ州（実際は「番の州」）などと地名も似せてあるが、埋め立て地の地形が違っていたり、空港があったりする点が現実と異なる。
来瀬市（くるせし）
逢羽市の西隣の市。モデルは香川県宇多津町。コニーやイーディスの本社がある。

### 技術
Bモジュール
正式名称はベンケイ・モジュール。癌に侵され余命幾ばくも無いディータが、クリスマスプレゼントとして彩理に毎年与えてきたVPの最終作品「D.P.バージョンⅣ対応オリジナル・ベンケイ」に隠されていたデータ処理プログラムであり、これがなければベンケイクラスの巨大VPは指一本動かせない。
ベンケイのブラックボックス内に隠され、エディットツール起動時に正しいパスワードを入力しなければ開放はできない。また、パスワードの入力に失敗すると、開発ツールを全て破壊してデータが消滅するため、イーディスは解読を諦めかけていた。
そのパスワードは、D.P.バージョンⅣシステム上でオリジナル・ベンケイと、妹の彩理のタッグパートナー（ベンケイに1度でも勝利して、その後10回以上対戦したパイロット、つまり桐生）が対戦し勝利した際に、『先の短い自分に代わって妹を見守って欲しい』という祈りと共に与えられた。
その内容は「FÜR EDITH（フィーア エーディト）」、英語表記では「FOR EDITH」（『イーディスのために』）、ドイツ人であったディータが、彩理のドイツ名として与えた「エーディト」に由来する。

## 登場人物

### 本編
仁村桐生（にむら きりお、パイロット名：KILIO、VP：九郎(CROW)）
主人公。1991年4月26日生まれのB型。国府高専の学生（物語が開始した2007年度では1年生）であり、同校のビデオゲーム同好会会員。小学生の頃からDPで遊ぶヘビーユーザーで逢羽市を含む第27圏（ゾーン）のトップパイロットである。
将来は、現実世界でロボットを作るロボット工学者になるのが夢。素直でのほほんとした性格の優男だが、実は腕っ節が強い。地毛は赤毛だったせいで、中学時代は周囲から絡まれることが多く、父親に喧嘩のやりかたを教わっている。
不本意ながらシトラスハウスでホステスのバイトをすることがあり、その際の源氏名は「クレア」。ウィッグとつけ胸で女装した姿は美人で、彩理やジェラルディンも気づかなかった。
高原彩理（たかはら さいり、パイロット名：TAKA→SAIRI、VP：弁慶(BENKEI)）
ヒロイン。1990年9月14日生まれのO型。新屋敷女子学院高校の学生（2007年度では2年生）で、その後は逢羽工科大学へと進学する。ディーターが命名したドイツ名は「エーディト(EDITH)」。第27圏ではトップクラスのパイロットである。
DPシリーズの開発中からテストパイロットを務めていたが、ディーターの死後、彼を死なせた（と思った）コニー社、そしてDPそのものへと復讐するためにベンケイで戦う。マスターシステム停止事件の後、プレイヤーに復帰。高校卒業後は逢羽工科大学に通う傍ら、イーディスの開発担当役員となる。
ディートリッヒ・高原（ディーター）
彩理の異父兄。1980年12月25日生まれ。デッガーの開発部員として「デンジャープラネット」を発案した。物語の開始時点で既に故人。統一前の東ベルリンで生まれ、母エーファの再婚により来日、日本国籍を取得した。
DPを発案したほか、そのマスターシステムと初期にデッガーが販売したVPすべてをほとんど独力で開発する。2005年12月22日にガンにより死去。24歳没。
倉田大輔（くらた だいすけ、パイロット名：DAI/DAISUKE、VP：サインボルフ）
桐生の親友。1992年2月6日生まれのA型。国府高専1年生（2007年度）で、同校のビデオゲーム同好会会員。
桐生とは保育園からの親友で、実人生でもDPでも桐生のアシストが主。2009年度サマーグランバトル第27圏で優勝。
前述のとおり、DPではアシスト主体のプレイだったためポイントの稼ぎが悪く長らくAランク止まりだったが、2009年度サマーグランバトルにてSAランクに昇格している。
長船悠樹（おさふね ゆうき、パイロット名：PETER、VP：トリックスター）
国府高専ビデオゲーム同好会の会長。通称「会長」。
1985年7月13日生まれのAB型。2001年度に国府高専に入学後、わざと留年を繰り返し、2007年度（物語開始時）では21歳の4年生。最終的に卒業したのは2010年度という、パイロット名どおり大人にならない人。生粋のマニアで特にゲームに関しての博識が強く、そのあまりのマニアック振りに周囲の人間は全く付いて行けないほどである。
学校でも私生活でも自動車の運転時でも着ぐるみを常に着用している。子供の頃からのゲーム生活によって重度の近視と乱視を引き起こしてしまい、網膜投射のディスプレイシステムを内蔵した着ぐるみに頼らないと日常生活が送れなくなってしまっているためである。DPに乗るときなど、ディスプレイ式メガネだけを付けた格好でも出歩いている。多種多様な着ぐるみを着ているが、これは外見のボアを変更しているだけでベースは数種類に留まっている。
2005年度サマーグランバトル第27圏代表というSA級パイロットで（この時の地方予選決勝の相手は桐生）、素顔は美男子だが、桐生たちはそれを知らない。
プログラムを組んでDP内で使える小物を作るのが好きで、その幅はパイプ椅子、一斗缶、下駄、日本髪カツラ、着物など多岐に渡る。
任谷篤志（とうや あつし、パイロット名：A.T.（アーテー）、VP：トリックスター）
国府高専ビデオゲーム同好会の副会長。1990年6月18日生まれのAB型。2年生（2007年度）。
いつも温厚で何事にも冷静に対処する知的なタイプ。同好会の良心かと思いきや、ときどき突拍子の無い爆弾発言を繰り出す油断ならない人物である。
一時期、長船と共に第27圏のトップペアだったSA級パイロットだが、桐生たちはそれを知らない。他にも茶道・槍術に三味線・バイオリン演奏と多芸ぶりを見せている。
実家はお寺で、姉と妹との3人兄弟。母は早くに亡くしている。寺の蔵から曰くつきの「突撃ピューマン（突撃! ヒューマン!!がモデル）」の枕を持ってきたこともある。
木戸初利（きど はつとし、パイロット名：BILLY、VP：グリーナー）
国府高専ビデオゲーム同好会会員。1993年1月1日生まれのO型。通称も「ビリー」。
神戸出身で関西弁を使う。家はウェスタン風内装のステーキハウス。ウェスタンかぶれの父親と米国人の母の間に生まれたハーフで、その影響を受けてか本人もロングコートにブーツといったガンマンルックで決めることが多い。
パイロット名でもある愛称は、初利→（読みを変えて）ういりー→Willy→Billy。姉の名前は安奈（あんな）で、通称「アニー」。
積極的かつ金にうるさい性格で、同好会メンバーの中では主にツッコミ役なのだが、そのためか貧乏クジを引かされることが多い。実は霊感が高いらしく、何度も金縛りにあったことがある。
裏設定で阪神・淡路大震災を経験しているため市街戦ステージが苦手とされている。
トーマス・ブライアン・ハイアームズ（パイロット名：THOMAS、VP：ゴールディ）
英国人。貴族でもある英国ハイアームズ財閥当主の長男。2007年現在、18歳にしてブリッジズ工科大学大学院博士課程在学の天才。祖父の死によりコンツェルンの役員になる。2007年度英国サマーグランバトル優勝(個人戦・タッグ戦)。ゲイを装って桐生をからかうのが趣味という危険人物だが、実際には一途で良識的な人間である。
イーディスに久我らをぶつけた黒幕でもあり、4型九郎のコピーを久我に渡したり藤井にティガーを渡したのも彼である（そのコピー方法は膨大な部品を「(ごく短時間で)目で見て覚えた」という常識外れな手段だった）。
ジェラルディン・フレデリク・ハイアームズ（ジェラ）（パイロット名：GERA、VP：アシュレイ）
英国人。貴族で財閥オーナー家のお嬢様。トーマスの妹。2007年で13歳だが、飛び級により英国・ブリッジズ工科大学附属高校2年生（新学年）。後に、ブリッジズ工科大学に入学、逢羽工科大学に留学。
2007年度英国サマーグランバトル優勝（タッグ戦）・準優勝（個人戦）。
素直で努力家、誰にでも愛される金髪碧眼の美少女。桐生に片思いしているが、それが実らないこともまた自覚している。
久我透（くが とおる、パイロット名：THOR、VP：クリムゾン）
1986年1月9日生まれのO型。フリーのシステムエンジニア。デッガーでのバイト時に知り合ったディーターを敬愛していたが、その死を知った後、イーディスの新製品開発を妨害する企みに荷担する。
移動にはバイクを使用するが、その際のヘルメットはDPプレイの際にも使える兼用のもの。
プログラマーとしての技能は高く、完成形といえるBモジュールを改良・発展させている。
作中では登場しないが二人の姉がおり、彼の無口な性格はテンションの高い彼女らに虐げられて育ったせいである。
なお、パイロットネームは本来「トール」と読むが、ビリーは「ソア」と読んでいた。これはビリーがパイロットネームを英語読みしたことに起因する。
東海林亜紀子（しょうじ あきこ）
1990年10月8日生まれのB型。新屋敷女子学院高校2年→新屋敷女子学院大学。彩理の親友。コニーパレス新屋敷店アルバイト。
山科有珠（やましな ありす、パイロット名：ALICE、VP：飛（フェイ））
1994年3月3日生まれのB型。新屋敷女子学院中学校2年生（2007年度）→新屋敷女子学院高校。ひょんな事から桐生に一目惚れし、少しでも桐生に近づこうとDPまで始めてしまう。
そんな不純な動機で始めたDPであったが、次第にDPそのものの魅力にとりつかれてゆく。プレイヤーとしてはまだまだ半人前。
積極的な性格で、彩理が居る前でも桐生に果敢にアタックする物怖じしない女の子。勉強の方は今ひとつのようで諺の意味を履き違えて使っていたりした。
ジェラルディンと同じく、桐生への恋は実らないことを知っている。
エレノア・キャンベル（ネリー）（パイロット名：LEN、VP：黒曜丸）
アフリカ系米国人。新屋敷女子学院高校の留学生（2008年度）。
己蒼（きそう）流剣道の師範代（師範は大輔の従兄）。流派での名前は「煉」。2008年サマーグランバトル（全国大会）で桐生を破る。師範の影響か、多少時代がかった台詞回しを使う。
実は師範に恋心を抱いていたが、婚約者がいることもあり自ら身を引いている。
藤井海音（ふじい かいね、パイロット名：KAIN、VP：ティガー）
1993年9月6日生まれのB型。逢羽工業高校1年生（2009年度）。2007年サマーグランバトルに、中学生として史上最年少で優勝。
コニーのテストパイロットになるが、「敵がいない」という状態になり意欲を失い、誘いに乗ってイーディスの新製品開発を妨害する企みに荷担する。
全国大会で優勝したほどの腕前だが、作中では長船や哲東などに敗れるなど、負けるシーンが多い。
「人生はクソゲー」という自分なりの哲学を持っており、故に「愛がなければやってられない」と主張している。なお高校生ながら喫煙者。久我に胸座を掴まれても煙草を口から離さなかった。
仁村美鈴（にむら みすず）
桐生の母。息子と子供のような夫を仕切る強い妻。在宅CADオペレーターという設定がある。哲東とはバイク免許取得の際に通った教習所で知り合っている。できちゃった結婚。
仁村哲東（にむら てつはる、パイロット名：PAPA/PAPEY、VP：ヒステリックマドンナ）。
桐生の父。わんぱくこぞう逢羽店の店長だが、ソフトを売るより遊ぶ方が主。DP使いとしても地区大会準優勝になるほどの腕前（この時の決勝の相手は息子の桐生）で後に藤井のVPも撃破している。この際使用したVPは共に九郎、もしくはその流用品である。
エーファ・高原（エーファ・たかはら）
彩理とディーターの母。イーディスの創業者・社長。ドイツ人。
夫を亡くし、統一前の東ベルリンで息子をかかえて困窮していたときに日本人考古学者・高原誠一郎と出会い再婚、来日。
ディーターの死後、会社を飛び出してしまった浅野たち開発部員を、ディーターの死によって得られた保険金や弔慰金を出資して設立したイーディスで引き受ける。
桑田章弘（くわた あきひろ）
デッガー開発企画部長。DPのシステム保守責任者。ディーターの親友の一人だったが、死後もあえてデッガーに残り、「マスターシステムの子守じじい」（自称）を務め続ける。
浅野秀直（あさの ひでただ）
イーディスDP事業部長。ディーターの親友。デッガー開発部員としてDPの開発に当たる。彼の死後、デッガーを飛び出し、イーディスへ移籍する。
樋口涼子（ひぐち りょうこ）
イーディスDP事業部主任。ディーターの婚約者。デッガー開発部員としてDPの開発に当たる。彼の死後、デッガーを辞めてイーディスへと移籍。
遠野雅（とおの みやび）
久我の恋人であり、勤務先での先輩でもある。元々の性格と久我の私生活のだらしなさから、よく尻に敷いていた。
芳村邦香（よしむら くにか、パイロット名：KUNIKA、VU：グレープシード）
新屋敷女子学院大学の学生→高校教諭。中学での同級生だった長船に片思いしていたが、教育実習先の国府高専にて「着ぐるみ姿の学生」という変わり果てた姿の長船と再会しショックを受ける。
当初はゲームに偏見を持ったガチガチの堅物だったが、その後は桐生たちとの交流によって頑なさがとれ、DPを始めるまでに。後に逢羽工業高校に教諭として赴任、藤井海音の担任になっている。
長船とは、その後も文通(電子メールではなく、手紙)をするなど水面下で付き合っている様子だが、桐生達は長船の素顔を知らないので別の男性と親密な関係をもっていると誤解するシーンがある。
イーナック・アルター
コニーUSA社員。久我と藤井にイーディスの新製品開発の妨害を依頼する。ハイアームズ家の執事の息子であり、依頼はトーマスの指示によるもの。ジェラルディンからは「ナック」という愛称で呼ばれる。
元木桂奈（もとき けいな）、千原智子（ちはら ともこ）、西村依子（にしむら よりこ）、片桐紫（かたぎり ゆかり）、清水綾乃（しみず あやの）
新屋敷女子学院高校1年生（2007年度）。彩理と東海林の後輩の、姦しい仲良し5人娘。
片桐紫は、カナダから帰化。英名・Julia。「紫」は瞳の色から。

### ボトルシップ・トルーパーズ
貝原真海（かいばら まひろ、VP：フリンティ）
主人公。私立戸々浦学園初等部5年C組。貝原造船グループ会長の孫。去年やっと身長制限が解けてDPを始めたばかり。パイロットランクはB。
祖父の影響か、船が好き。そのために船乗りたちが造ったVPの戦艦を守ろうと奮闘するが実力不足で撃墜されてばかりいる。
旭実朝（あさひ さねとも、パイロット名：STEPHANNIE、VP：ヴィクトリア・ブルー(VICTORIA BLUE)）
私立戸々浦学園初等部の教師（代替教諭）。5年C組（真海のクラス）の担任。もう一人の主人公。
学校では普通の教師だが、DPになると耽美な格好をしてオネエ言葉を使い、その日の気分で女性名を使い分けるようになる。真海の言葉に触発され、DPにおいてVPの戦艦を護るというゲームに乗る。
七塚原珪（なつかはら けい、パイロット名：K、VP：シルバーン(SILVERN)）
旭の後輩でVPにおいてタッグを組む。
ヘイゼル・ソマーズ（パイロット名：HAZY、VP：サンダーソニア(THANDERSONIA)）
1984年11月11日生まれのO型。貝原造船に新設されたVP開発部署へアメリカから招聘された一人
ギアルギーナ・キンスキー（パイロット名：GEO、VP：サンダーソニア(THANDERSONIA)）
貝原造船に新設されたVP開発部署へアメリカから招聘された一人
マキシーン・デラメア（VP：フリンティ）
真海の親友。
増田小夜梨（ますだ さより）
貝原家のメイド兼真海のシッター。自動車の運転が異様なほど下手で、何台もオシャカにしているらしい。
貝原実朝（かいばら さねとも）
真海の祖父であり、旭実朝の名付け親。貝原造船グループ会長。
飄々とした性格の老人。元特攻隊員だったが、戦争中に衛生兵のヒギンズ（旭実朝の祖父）と出会い交友を深めた。
貝原志摩（かいばら しま）
久我透（くが とおる）
VP開発会社のスタッフとして旭達に目をつけ、接触を図る。その理由は『ロアゾオ・ブルー』で明らかになる。

### 戦士たちの夏
- 新谷健太郎（しんたに けんたろう、VP：ツェンタウア）
- 佐伯千尋（さえき ちひろ）
- 櫛田渉（くしだ わたる、VP：シュルー）

### 戦士たちの秋
- 加西三郎太（かさい さぶろうた、VP：MA40-A01/02）
- 工藤櫻子（くどう さくらこ、VP：プルヌス）
- 倉石彰（くらいし あきら、VP：ボシュロム/レオポルド）

### イマジネーション・ブルー
- 堺菊太郎（さかい きくたろう、VP：ヴィントシュトース/シュトゥルムヴィント）
- 藤城恭子（ふじしろ きょうこ、VP：ピーターパン/シュトゥルムヴィント）
- 堺啓介（さかい けいすけ、VP：ヴィントシュトース/スーパーバトリオン）
- 堺望（さかい のぞむ、VP：ヴィントシュトース/スーパーバトリオン）

### ムーンゲッター
- 天野忍（あまの しのぶ、VP：クドリャフカ）
- ファーティン・エルベラール
- 長谷川陽一（はせがわ よういち、VP：ケルベロス）
- 坂上恵（さかがみ めぐみ）

### ロアゾオ・ブルー
- 暮林明（くればやし あかり、VP：隼/ロアゾォ・ブルー）
- グェン・レ・ティ・カイ・フォン（VP：ハミングバード/ロアゾォ・ブルー／クロウ）
- チャカ・メアリー・ストーナー（VP：ロアゾォ・ブルー/ステルナ）
- 三好彦麻呂（みよし ひこまろ）

## 登場メカ

### カスタム・ハンドメイドVP
1型 “九郎”
イーディス社製VP“ゴブリン”をベースにしたカスタムVP。仁村桐生の搭乗機。当初は一般的な外見のVPとして製作されていたが、「ベンケイ」との再戦にあたって装甲を間接部・胸部装甲以外のほとんどを取り払い、ほぼ骨組みだけに近い外見のVPとなった。長射程の対戦車ライフル「ドーラ」一丁のみを武装とし、軽量・高機動を生かしたヒットアンドアウェイ戦法で敵を破壊する。左腕には小型シールドを装備しており、格闘戦時にはこれをもって相手を殴ることも可能である。
OVAでは原作と違い装甲を有しているが、パージすることで原作同様の姿になる。
九郎 Ver.2
1型"九郎"のバージョンチェンジ。対ベンケイ用に即席の改造を施した感が強かった1型と比べ、Ver.2ではさらに改造・調整が施され、以降の“九郎”シリーズに近い形になっている。主にバックパックや肩部等に変更が見られる。
九郎 Ver.3.1
大破した九郎Ver.2を長船会長の協力によって修理・改造した機体。新たなサブウェポンに使い勝手の悪い武装として有名な“日本刀（ジャパニーズブレード）”を装備し、今までの“九郎”とは打って変わって近接戦闘メインのVP。胸部にはターボチャージャーを搭載し、瞬間的な加速で敵との間合いを詰め、一刀の下に斬り伏せる事ができる。
刀は既製品ではなく、長船によって製作されたもの。またカメラ部に取り付けられた眼帯はVer.2の頃、ヒステリック・マドンナに破壊された部分の応急処理としてつけられたものである。
九郎 Ver.3.2
上記機体のバージョンチェンジ。外見にほとんど代わりはないが、布地の表現処理に容量を喰っていたのか、腰部分の草摺（くさずり）は取り外され、Ver.2およびVer.3.1では無くなっていた左腕のシールドも復活している。武器は対戦車ライフルと日本刀を装備し、遠近ともに対応可能だが主に日本刀で戦うシーンが多かった。
九郎 Ver.4
これまでの既製品をカスタムした機体と違い、完全に1から創られた“九郎”。ベンケイに搭載されていた戦闘処理ルーチン“Bモジュール”を載せているため、今までにないほどのデータ量で創られている。頭部中央のメインカメラのほかにサブカメラを両こめかみ部に2つ持ち、その風貌から「三つ目」と称される事も。ただでさえ高かった機動性はさらに向上し、あまりの速さにレーダー上ではミサイルと誤認されるほどである。
主な武装は今まで通りの対戦車ライフル。こちらもバージョンアップされており、セミオートマチックから精密射撃に重点を置いたボルトアクションに変更、命中精度・貫通力共に大きく向上している。煙幕弾も搭載している。銃身が長くなってはいるが、折り畳みが可能でコンパクトに持ち歩ける。また、固定武装としてショットシェルを仕込んだ射出式のワイヤーアームも持っている。
もはや装甲は無いに等しく、ほぼ骨格のみで動くというある意味異常なVP。
III対応"ベンケイ"
下記のプロトタイプ・ベンケイをマイナーダウンしDP3でも起動可能としたVP。武装は両腕のバズーカ2門をメインウェポンとし、ガトリングガン1門、キャノン2門、グレネードランチャー、ホーミングミサイルと出鱈目な数の重火器を持つ。一方、機動面においても全14基ものバーニアと各部のAIバランサーによって、その超巨体に似合わず機敏な動作が可能である。さらには武器と下半身を切り離してのホバリングまでもが可能で、その圧倒的性能にはVP開発に携わる者までも驚愕させた。
そして、ベンケイには累計撃墜数が1000機をカウントすると起動する強力なコンピューターウイルス「BREAK AGE」が内包されており、このウイルスは破壊と創造(D.P.IIIのマスターシステムの破壊ウイルスとD.P.Ⅳの開発構想プログラム)という二つの側面性を持っている。
プロトタイプ・ベンケイ
ディートリッヒ・高原が生み出した原型のままのベンケイ。DP4以降でなければ起動することができないことから、DPのバージョン・アップを見込んだ上での設計であることがわかる。火力、サイズ、装甲とあらゆる面において3対応“ベンケイ”をはるかに上回り、武装は前面にキャノン砲×4、頭上のホバリングユニットに対空砲×2、胸部には機銃と思われるものが2門、右腕には大型ガトリングガン、左腕にはレーザー砲まで備えた極悪な性能のVP。特にレーザー砲は周囲のV.Pをまとめて薙ぎ払えるという高出力である。
後に操縦と火器管制を分離した複座仕様のプロトタイプ・ベンケイも登場したが、性能面では特に変更は無かったようだ。
バリアブルベンケイ
プロトタイプベンケイを九郎との連携を前提において改造したVP。コックピットのある上半身の「ウイング（パンツァー・ドーラ）」と下半身の「タンク（ドーラ）」に分離できる（この辺りは今までのベンケイのシステムを継承している）。
「ウイング」は九郎Ver.4と合体し飛行能力を与え、「タンク」は地上にて援護するという役割がある。この場合「ウイング」のコントロールは九郎に渡されるが、基本的には双方ともにベンケイのパイロットがコントロールを引き受けることになる。これによって「タンク」が撃破されてもパイロットは生き残ることができる。
武装は基本的にプロトタイプベンケイと同様のものとなっているが、多くのVPを倒すことを目的に作られた今までのベンケイと違い、特定の敵を駆逐する事を目的としているため、武装は絞り込まれてある。最大の武器として「ウイング」は合体後、変形を行うことによって「ルフト・ドーラ」と呼ばれる広範囲殲滅可能なレーザーキャノンが使用可能となる。ただし、砲塔は使い捨てになっているため、使用は一回きりである。
サインボルフ
デッガー社製VP“ボルゾイ”をベースに改造されたVP。桐生の親友、大輔の愛機。一見した所、外見はほぼ無改造のボルゾイにしか見えないが中身は非常に高い改造が施された燻し銀な機体。物語後半でバージョンアップが行われたが、やはり見た目はほとんど変わらず、武装しか変更点がないように見える。桐生が割と頻繁にVPを乗り換えていたのに対して大輔は一貫してこの機体に乗り続けており、彼の愛着の高さがうかがえる機体である。
武装は右腕に固定型バルカン砲。もしくは同じく固定式のアームキャノンを装備し、バージョンアップ後は手持ち式のグレネード・ランチャーに持ち替えている。また、ボルゾイ持ち前のパワーを生かしてのブラスナックルやショルダータックル、掟破りのせん抜き攻撃（?）など各種格闘戦にも対応が可能。
グリーナー
ブラックホース社製VP“デザフィーオ”をベースに改造されたVP。パイロットであるビリーの趣味が前面に押し出されており、見た目はまるで西部劇に登場するガンマンそのものである。作中では出なかったが、唯一人の顔がついているVPでマスク部の下に口がついている。
武装は見た目通りのシングルアクションの中折れ式リボルバーガンとランダルショットガン。主攻撃はリボルバーガンの早撃ちで、ショットガンは装備してはいるものの、作中では“トロイ”との対戦中にごく僅かに使用されただけにとどまっている。アナクロな武装の割に戦闘能力が高いのはパイロットの腕によるものだろう。ちなみに機体名の意味は“未熟者”。
黒曜丸
アメリカ製VP“ジェロニモ”をベースに、戦国時代の武者をモチーフとした外観にカスタムされたVP。LENことネリーの愛機。ネリーがVPのカスタムにあまり詳しくないため、機構・武装共に至ってシンプルであるが、パイロットの腕によってフル装備の“九郎”Ver.3と互角に戦えるほどの戦闘能力を引き出されている。武器は大小2本（本差・脇差）のジャパニーズ・ブレードのみ。とはいえ、ネリーはこの武装のみで並居る強豪を切り伏せている。ある意味では最強のVP。
飛（フェイ）
イーディス社製VP“スプライト”をベースに改造されたVP。カスタムには彩理の手も加わっており、初心者向けに機動性・操縦性・少々の装甲を強化した扱いやすい機体となっている（はずである）。武装は両腕部にマウントされたアームガン。装甲がナックルガードの役割も示すため多少の格闘戦にも耐えられる。スプライトの特徴でもある、4つの背面スラスターによるきわめて高い滞空性能をもって空中戦を得意とする。本来ならば、この手のタイプは回避力を生かしての一撃離脱が有効な戦法であると思われるのだが、有珠の性格からか敵に喰らいつくように突撃をかけては返り討ちに遭っていた。
トリックスター
クリムゾンに対抗するため、謎の人物VPファイターとVPエースの二人（その正体は長船と任谷）によって開発された複座可変型VP。登場時はステルス素材のマントを頭からかぶり、まるで幽霊の様な外見をしているが、マントを脱ぐや細身の本体が現れる。その外見から「お化け野郎」とも呼ばれた。
武装は射出式ワイヤー・アンカーを備えた高周波の鎌とホーミング・ミサイル。肩部にマジックハンドが一対ある。
Bモジュールによって得られた大容量の殆どをステルス素材のマントに使用しており、また、自爆装置を備えるなど製作者の遊び心に満ちたVP。高速移動形態もステルス・マントをかぶった際にいかにお化けらしく見えるかを突き詰めた結果、というあたりは流石と言える。機体性能は高く、操作系統も(SAランカーのサポート付きではあるが)ノービスが十分に操れるほど高度に組まれている。
ステルス・マントの頭(に見える部分)には「死」の一文字が書かれているが、長船がメンテしている場合「花」、「苑」などわざと間違えた字になっている。後にマイナーダウンをしてイーディスから既製VP「フェイクスター」として発売された。
クリムゾン
業務用回線を荒らしまわる可変型VP。真紅の塗装とその変形時の形状から「ザリガニ」「マッカチン」などとも呼ばれる。
外見上では九郎Ver.4のデータを取り入れる以前の外骨格型の初期タイプと、九郎Ver.4のデータを取り入れた後の後期タイプ、九郎Ver.4およびバリアブル・ベンケイとの決戦に使用された最後期タイプの3つが存在する。
初期タイプですらベンケイに匹敵する火力・装甲・反射を備えた強力なVPであり、九郎Ver.4のデータを取り入れた後期タイプは九郎Ver.4とプロトタイプ・ベンケイのコンビすら圧倒するほどの性能を示した。
武装はキャノン2門。基本的には格闘戦で勝負を決めている。変形時は両足が変形したクローアームで握りつぶしも行っている。最後期タイプでは収束式ミサイルパックを数基装備している。作中には登場しなかったが、仕込みトンファーも装備している。
ティガー
後期型クリムゾンをベースに改良を加えたVP。その模様から「クルマエビ」とも。製作者曰く、クリムゾンの120パーセントほどの性能らしい。
肩部のミサイルポッドが取り外され装甲を強化している他、作中未使用のワイヤークローが装備されるなどオリジナルとは一部使用が異なるのが特徴。
トロイ
藤井海音が作り出したVP。Bモジュールによって大型化しているが、その性能は全体データの大半がクリムゾンのデータに食われるため、容量は見た目ほど多くは無く普通の大型VP止まりである。アームキャノンとナックルによる近・中距離戦タイプだが、上半身に格納された複数の小型キャノンによる中範囲遠距離攻撃も行える。
ゴールディ
トーマスの愛機であるハンドメイドVP。ハイアームズ家の家紋である馬の頭をモチーフにしている。機動性に優れ、一撃離脱戦法を得意とする。武器は火薬式のバンカーランス。機体色は名前どおりの金色。
アシュレイ
ジェラルディンの愛機である中世騎士型のハンドメイドVP。上記のゴールディと比較して、攻撃力を重視した接近戦闘型VP。武器は高周波振動するワイヤーを張ったバスターソード。
DPIII時代は重装騎士の様なデザインだが、後にDPⅣ仕様にカスタムされ、スマートな騎士型VPに生まれ変わった。
アルジャーノン、ブリンデル
双方ともにデッガー社製VP“グレイシャー”をベースに作成されたカスタムVPで、桐生が九郎より以前に愛機としていた。
桐生の愛機を時系列順に見ると、アルジャーノンの「A」・ブリンデルの「B」・九郎の「C」とアルファベット順に並んでおり、OVA版では「アルジャーノン、ブリンデルの次はCで始まる名前が良い」と本人も漏らしている。
アルジャーノンは大型バズーカを装備した火力重視の機体だが、火力に拘るあまりに全体バランスに欠いた機体。軽量化のために各部に空けられた穴が特徴的。
一方のブリンデルは性能バランスに優れた機体で、桐生のカスタムセンスの向上が窺える。固定武装として左手にアームガンを装備し、肩に大型バズーカと照準サイトを取り付けたタイプと肩に補助ブースターユニットと手に両手持ちのガトリングガンを装備したタイプとがある。
ジャグラー
長船の愛機。グレイシャーをベースに作られている。特徴的なのは全身のリアクティブアーマーで、通常ならば致命傷というべきダメージを受ける場面であっても相殺することが可能。またパイロットの操作で受動的に爆発、装甲をぶつけて攻撃に転化させることもできる。
グレープシード
DP初心者の邦香のために長船が作ったVU。尾翼の無い2枚のローターがついたヘリコプターといった外見で、機首の下に装備されたバルカンが唯一の武装。
戦闘能力よりも機動性・回避性を高めることで、サバイバビリティを重視している。「DPを楽しんでもらいたい」という長船の気持ちがこもった機体といえるだろう。
ヒステリックマドンナ
桐生の父・哲東が勝手に"九郎"のバックアップを持ち出し、カスタムしたVP。どちらかといえば男性的な"九郎"に対し、名前どおりな女性的シルエットを有する。
もともと高機動な"九郎"をベースに、さらにバーニアを増設・脅威の機動性を実現している。胸部装甲の下にはバーニア用のエアーインテークが守られている。
武装は電磁ムチ。これにより電流を流されると、対策を講じていない大抵のVPは回路がショート、行動不能となる。
天の川チョップ1号
哲東によるオリジナルのカスタム機。グレイシャーをベースにしているものの、その面影は微塵も見られない。
作中では使用されなかったものの、伸縮自在の蛇腹関節・恐怖の1t爆弾・高速移動する地下足袋型の脚など性能としては抜群（ただし、マスターシステムがこのまま受け入れるかどうかは不明）。
若き日の長船も興味を示しているなど、外見からは想像がつかない機体であると同時に哲東の隠れた技術力の片鱗を見られる貴重な機体でもある。

### レディメイド（既製品）VP
グレイシャー
デッガー社製既成VPでDPⅠ稼動時に発売されたVPの一つ。バランス重視でデフォルトでも扱いやすいため初心者向けである反面、カスタマイズによっては著しく性能のバランスが崩れてしまう弱点がある。何度かのマイナーチェンジが行われたが次第に消えていった機体である。
ハウラー
デッガー社製既成VPでDPⅠ稼動時に発売されたVPの一つ。グレイシャーに比べパワー重視で、格闘戦では右に出るものがいなかった。カスタムがしやすく、攻守のバランスもよい傑作機。強力な飛び道具のカスタム・グレイシャー対パワー強化された素手のカスタム・ハウラーといった対戦も多く、その戦いぶりからボルゾイにも受け継がれる「狂犬」の名が与えられた。
ボルゾイ
デッガー社製既成VP。上記のハウラーをDPIIにあわせバージョンアップさせた機体。操作性や装甲の厚さ、高いパワーから使い勝手はよく、DPⅤに至ってもバージョンアップを重ねてリリースされ続けている名機である。名の由来は犬種からだが、肉弾戦に向いているため、「狂犬」と呼ばれることも。
愛好家は多く、本編での「サインボルフ」、小説版『戦士たちの夏』の「シュルー」、同『ムーンゲッター』の「ケルベロス」など作中でもカスタムVPが多く登場している。特に『ムーンゲッター』では機体名にちなんで「トップブリーダー決定戦」なるカスタム・ボルゾイオンリーのバトルロイヤルが行われたほどである。
ゴブリン
イーディス社製「Fシリーズ」VP。どちらかといえば小型な外見ながら当時としては画期的な駆動系を組んでおり、長船をもってして「バラしてみたい」と言わしめた。
既成VPとして非常に優れた性能を持ち、桐生の「九郎」や小説版『ロアゾォ・ブルー』のフォンの「ハミングバード」などカスタムVPのベース素体としても登場している。
「Fシリーズ」とは妖精などをモチーフとしたVPシリーズのことで、当該機体としては「飛」のベースであるスプライトなどが挙げられる。ただし妖精は妖精でも、西欧妖怪的なゴブリンを名前にするのは浅野の天然ボケである。
この機体はディーターが遺した機体アイデアを基に製作され、デッガー社時代の彼の作品であるボルゾイ、彼の遺作であるベンケイとあわせて兄弟機であるといえる。
カプリコーン
デッガー社から当時鳴り物入りで発売された既成VP。
いわゆるケンタウロス型の機体で翼状のバーニアのおかげで突進力に優れる…のだが脚部制御との相性が最悪なため、性能としてはともてピーキーでバランスが悪く、唯一の長所はカスタムする場所が山ほどあるだけというマニア向けの機体にとどまってしまったVPである。それ故にDP史上VP最低セールス記録という不名誉な記録を作っている。
当時のサマーグランバトルでの地区予選優勝の副賞として、この機体のゴールドメッキのプラモデルがある。作中の人物も入手している人物が何人かおり、小説版を含めて3体が確認されている。
鴉
“九郎”をベースに製作されたレディメイド（既製）VP。業界初の“Bモジュール”対応VPということもあって話題になり、大ヒットを記録した。
軽装・高機動の九郎が元になっているだけあって高い機動性を持ち、操縦系統も使いやすく設定されている。
さすがに九郎のような骨格剥き出しではなく、全身に装甲が施されているため、防御力もやや高め。
固定火器こそ無いが、武装さえ持たせれば即実戦投入可能という、レディメイドとしては高性能機にあたる。
名前の「鴉」はベース機である九郎＝CROWの日本語訳。
シューバード
通称「ヒヨコ」。小型で扱いやすい機体だが、同様のコンセプトの「Fシリーズ」のような機体ならではのポイントが薄く、単発商品であったこともあってヒット商品とはなりえなかった。
本編作中では外骨格式でデータ容量を食わなかったため、初期型クリムゾンのデコイとしてバトルロイヤルに送り込まれていた。
アリゾナ10
ゲイル社製VP。ロングセラーらしい操縦バランスは逸品といえる。
装甲が硬く運動性能が控えめな「堅い」機体。索敵･攻撃性能は良好な出来。
TR
藤井海音が作り出したVP、トロイのレディメイド版。おそらく既成VPの中では最大を誇る。
サイトナム
DPサードパーティ・(株)ツァイス製VP。小柄な機体に似合わぬ巨大なブースターを積み、腕の逆刃の鎌で相手を切り裂く格闘戦向きVP。
接近戦のみならず、ミサイルポッドやバルカン砲など距離を置いた戦闘にも対応できるようになっている。
名前の由来は逆刃の鎌から蟷螂の英語読み＝MANTISの逆さ読み。

### ボトルシップ・トルーパーズ
ヴィクトリア・ブルー
旭真朝（あさひ さねとも）の乗る水陸両用の高機動VP。ヴィクトリア・ブルーは複座制御のパワーVPであり、本体は後述の“シルバーン”となっている。つまり、ヴィクトリア・ブルーはシルバーンのパーツという扱いになるため、ネームエントリーにはシルバーンの名前が表示され、ゲームスタート時にもシルバーンに収容された状態から分離発進することになる。さらに、どちらか片方が破壊されてもシステム上GAME OVER扱いにはならない。
両肩に取り付けられた巨大な推進機を使って、水中での高速移動と空中への大ジャンプが可能で、その際には頭部と両足を収納し、水の抵抗を減らすようにV字シルエットへと半変形する機構を持っている。飛行とまではいかないもののかなり高い滞空性能を持っており、空中戦も可能である。
固定武装は背中のミサイルランチャーと両腕に内蔵されたマシンガン。他にもシルバーンから射出される水中銃“ヴィクトリア・トーピード”をキャッチしてこれを使用することもできる。さらに、このヴィクトリア・トーピード自体にも8連装×2で合計16発のマイクロ・ミサイルが内蔵されている。シルバーン自体の武装も合わせると、火器総量はかなり多いと言えるだろう。
シルバーン
“ヴィクトリア・ブルー”の本体である巨大な潜水艦型VU。ヴィクトリア・ブルー発進後は真朝のパートナーである七塚原珪（ななつかはら けい）が操縦を受け持つことになる。主にサポートを目的としており、索敵や魚雷・対空ミサイルによる援護射撃、ヴィクトリア・トーピードなどの補助兵器の射出を行う。ちなみにヴィクトリア・ブルーはシルバーン後部の艦底部分に収容されており、ここからアームによって分離される。
サンダーソニア
ヘイゼル・ソマーズとギアルギーナ・キンスキーの駆る複座制御のパワーVP。ちなみにヘイゼルがナビゲーター、ギアルギーナが操縦の殆どを受け持っている。人型の上半身に海蛇型の下半身を持った巨大なVPで、特に水中戦では巨体に見合わぬ絶大な機動性を発揮する。主武器として銃剣型のニードルガンを使用しており、作中では使用されなかったが魚雷も装備している。さらには特徴的な長い尾を駆使して敵機を牽制したり、跳ね飛ばしや締め付けなどの攻撃にも活用していた。カラーリングはいわゆるラスタカラー(黄・緑・黒)とかなり派手。
フリンティ
主人公、貝原真海の乗るVP。本来のパイロットは真海の親友のマキシーンだったが、真海がマキシーンと別れる際に譲り受けた。イーディス社製“スプライト”をベースにしており（どれぐらいカスタムされた物なのかは不明だが）、持ち前の滞空性能から足場の無い海戦ステージでも戦うことができる。武装は両腕のアームガンと腹部のガトリングガン。

### 戦士たちの夏
ツェンタウア
カプリコーンをベースにしたカスタムVP。主人公、新谷健太郎の愛機。当初はカスタムされていないノーマルままのカプリコーンを乗りこなしており、名前もKENTAUROSU（ケンタウロス。スペルミスあり）だったが、同級生の佐伯千尋の手によって改造され、その際に名前も改められた。各部装甲を補強して防御バランスの向上を図っており、背中の折り畳み式ウィング・ブースターによって爆発的な加速力を持つが、操縦性は劣悪。武装はランスと左手のシールドのみの完全な格闘戦仕様で、前述した突撃力と合わせる事によって高い破壊力を得ることができる。また、馬型の下半身を生かして、倒れた相手への前脚による強力な踏み付け攻撃も可能である。
ツェンタウア・ツヴァイ
千尋によってツェンタウアに更なる大幅改修を施された、ツェンタウアの後継機。半人半馬の姿をしていた前機とは違い、こちらは2本足の人型である。背中のウィング・ブースターは小型化され、全方向への可変可能な推進装置（ODスラスター）に換装された事によって機動性に柔軟さが増している。更に両脚の後面部分は全てブースターとなっており、改修前にバランス制御に使用していたメモリーをすべて出力にまわしていることもあって、加速力は前機を大きく上回っている。武装がランスのみなのは相変わらずだが、両端に穂先を取り付けたツインランス（ピルス・ムルス）に変更され、片方がドリル式ランス、もう片方がショットガン内蔵のショットランスと用途によって使い分けができる。さらに護拳部分にはシールドがマウントされており、これを展開させて敵の攻撃を防ぐことも可能な攻防一体の武器と化している。また重心のバランスをとっており、投擲にも使用できる。
シュルー
健太郎の同級生、櫛田渉の搭乗機。ボルゾイをベースにしたカスタムVPで、カスタムは千尋の手によって行われていたが、次第に渉自身の手によって独自のカスタムが施されるようになった。重装甲のボルゾイをギリギリまでシェイプアップして、防御力を維持しつつ高い機動性を確保している高機動タイプの機体である。武装はアサルトライフルをメイン武器とし、左手にショットガン内蔵の大型クロー、右肩に煙幕筒を装備した、近〜遠距離まで対応可能なバランスの良いVP。

### 戦士たちの秋
MA40-A1
ボシュロムと対となる狙撃用VP。スナイパーライフル以外の武装を有せず、機体自体も迷彩塗装、熱源探査対策のほか降着姿勢の維持・安定のための脚部パーツがあるなどアンブッシュを前提に設計されている。
ベースはイーディスのアルプ。ただし機体の肉抜き・軽量化のために、すでに原形はとどめていない。
MA40-A2
レオパルドと対になるVP。MA40-A1の後続機だが機体自体は武装に容量を食われるため、マイナーダウンしている。
破壊力を重点に置き、スナイパーライフルの代わりにレールガンを装備。ただし、強力な代わりに弾数の少なさや、砲身が弾丸の威力に耐え切れないといった点から長期戦闘には向かない。
ボシュロム
MA40-A1と対となる索敵用VP。最小限の火器のみを有し、腕にいたっては簡素な骨組みのマジックアームのみといった非戦闘型VP。ベースはゴブリンだが、面影はまったくないといえる。
若干の制御系以外はすべて索敵機能にまわされている。頭部は複合センサーの塊であり、およそVPの顔というイメージは受けない。機体から延びるケーブルでMA40-A1と「合体」することで、最高のセンサーと一撃必殺の武器を持つ「1機」のVPが出来上がる。
レオポルド
MA40-A2と対となる戦闘機型VU。MA40-A2の背面に合体することで飛行能力を与え、高高度からの狙撃を可能とした。ボシュロム同様、合体機構以外は索敵に処理能力が回されている。
機体のベースは航空機型VUアプサラスの後続機、ガルーダ。両翼の先にエンジンを備えた可変型X翼が特徴的。
プルヌス
イーディスのウリスクがベースのカスタムVP。遠近両方にバランスがとられた機体だが、パイロットの性格ゆえに接近戦がメインとなっている。名前はサクラ属から取られている。
機動性が高いベースに加え、カスタマイズでホバー機能が追加されたことで高い機動性が実現されている。武装はバズーカ・サブマシンガン・コンバットナイフ。
バズーカは核弾頭並みの威力を誇る弾薬が発射でき、一撃でフォートレスを破壊できるだけの威力がある。

### イマジネーション・ブルー
シュトゥルムヴィント
恭子が対バトリオン用に開発した複座VP。航空型VUとVPを融合させた外見を持つ。武装は右腕のロングカノンで、左翼下にカノン用のドラムマガジンが備え付けられている。
コクピットは分離しており、片方がやられても撃墜扱いにはならない。またこのことから、人型部分と航空機型部分のそれぞれが分離・独立して操縦することも可能。操縦系は共有されているようだ。
開発経緯などは九郎に似ているが、コンセプトは「最高の既製品」でありピーキーな九郎とは逆に誰でも使いこなせるように工夫されている。
初戦でありながらバトリオンを墜とせたのはパイロットの腕もさることながら、恭子の優れた設計による賜物ともいえるだろう。
バトリオン
正式名称「超巨大戦闘ロボ・スーパーバトリオン」。デッガー社製VP・TRをベースに望の誕生日プレゼントとして啓介が作り上げたB-A史上最も巨大なVP。
ネーミングもさることながら、デザインもなかなかにアナクロなものに仕上がっており、何故か機体や剣にウサギのモチーフがなされている。
武装はバトリオン・ソード、バトリオン・パンチ(いわゆるロケットパンチ)、バトリオン・ダイナマイト、バトリオン・グレート・ファイヤー(口からの火炎放射)などVPとしてはかなり多彩。
なお、機体から一定範囲内に入ると強制的にバトリオンのテーマソング（3番までをリピート、バックはリコーダー演奏）がコクピットに流される。脱力を誘うという意味ではこれも武装の一つといえるかもしれない。
ヴィントシュトース
メッサーシュミットMe262A1をモチーフとしたフルカスタム純戦闘機型VU。
見た目は古風だが、既製品では手も足も出ないほどの高性能を誇る。
ピーターパン
ゲイル社製VP「アリゾナ11」のカスタムVP。
ロングカノンを武器に、高空からの一撃離脱戦法を得意とする。

### ムーンゲッター
クドリャフカ
「単体で大気圏を突破、宇宙に行く」ことのみを目的としたVP。ロケットの打ち上げ台もVPのパーツ扱いなので全体としては非常に巨大。
全体としてはスペースシャトルのような外観だが、本体とロケット部を切り離すことで通常のVPと同じ運用ができる。
機体名のクドリャフカは、初めて宇宙に行ったライカ犬よりつけられている。
ケルベロス
ボルゾイをベースにしたカスタムVP。特徴的なのは背中に装備された三門の長距離用キャノン砲。
クドリャフカの打ち上げを防衛するために長距離からの敵を落とすためのカスタムといえる。なお、キャノンの発射は土下座のような態勢で行う。
近接戦闘用にクローアームが右腕につけられているが、後に両腕ともにクローアームにカスタムされた。
ちなみに『トップブリーダー決定戦』なる戦いで多くのカスタムボルゾイと戦ったが、一歩及ばず大輔のサインボルフに敗北を喫している。
ダイダロス
宇宙戦艦、といった外観の史上最大の既製VU。カスタムに幅がないことや、宇宙空間専用VUであることからセールスは伸びず、いわゆる「趣味の機体」に止まっている。

### ロアゾオ・ブルー
ロアゾォ・ブルー
3機の「青い鳥」の内の1機。マーキュリー社の久我透らの手によって製作された。
全ての「ロアゾォ・ブルー」にはBモジュールの発展形である、C(クリムゾン)モジュールが組み込まれている。そのため、今までのVPを遥かに越える性能を誇っている。
初期武装は「マリオネットの指」と呼ばれる十指よりワイヤー射出可能な高周波発生装置のみ。破壊力は高いが、射程が短いため使いどころが難しい。後にミサイルランチャーが追加された。
通常ですらまともな操縦が困難で、変形すると体が押しつぶされるようなGに耐えながら操縦しなければならない。さらに100%の性能を発揮すると数分で機体が崩壊すると言う際物である。
「クリムゾン」をベースにした設計ゆえか、機体性能は非常に高いが操作性に関してはまったく考えられていない。生かすも殺すもパイロットしだい、ということである。
ロアゾォ・ブルー/ステルナ
3機の「青い鳥」の内の1機。デッガー社と技術提供のために同社に出向していた倉田とビリーの技術の結晶。これがデッガー最後のVPとなった。
3機の中では突出した点はないが、ゆえに扱いやすいという利点もある。
ロアゾォ・ブルー/クロウ
3機の「青い鳥」の内の1機。イーディスの桐生ら技術陣によって作り上げられた「青い鳥」。
ホライゾン
ロアゾォ・ブルーのプロトタイプとして制作された久我の機体。本編で登場した「クリムゾン」を発展させて制作された機体で、同様のザリガニ形態に変形する。
Cモジュールを組み込んだ結果、機体性能はそれまでのVPとは比較にならないレベルにまで上昇しているが、代償としてトップレベルのパイロットである久我をもってしても機体を操りきれないじゃじゃ馬と化している。
腹部に肋骨状のワイヤー射出式高周波発生装置を装備。ただしロアゾォ・ブルーの「マリオネットの指」と違い、こちらのものは使い捨てである。
ティガーII
ホライゾンをベースに制作された藤井の機体。
他のマーキュリー社製Cモジュール搭載機と比較してCモジュールの稼働率は低いものの、その分機体に振り回されること無く操作できるため安定した戦闘力を発揮できる。
隼
イーディスの傑作VP「鴉」の後続機。既成VPとしては高い性能を誇り、カスタムを加えずとも戦えるのは「鴉」と同様。
明はノーマルのこの機体で、極限までカスタマイズが施されたVP犇くサマーグランバトルで二度目の優勝をしている。パイロットの腕もさることながら、機体のポテンシャルの高さもこのことからうかがえる。

## 書誌情報

### 本編
アスキーグループ内での再編が繰り返されたため、アスキー（アスキーコミックス）→アスペクト（アスペクトコミックス）→エンターブレイン（ビームコミックス）と発行元・レーベルが変遷している。
1. 1994年1月発行 ISBN 4756108725/改訂版1998年5月発行 ISBN 4757200668
2. 1994年7月発行 ISBN 4756108938/改訂版1998年5月発行 ISBN 4757200676
3. 1995年2月発行 ISBN 4756111327/改訂版1998年5月発行 ISBN 4757200684
4. 1995年7月発行 ISBN 4756111645/改訂版1998年5月発行 ISBN 4757200692
5. 1995年11月発行 ISBN 4756111904/改訂版1998年5月発行 ISBN 4757200706
6. 1996年07月発行 ISBN 4756112390/改訂版1998年5月発行 ISBN 4757200714
7. 1996年12月発行 ISBN 4756112722/改訂版2000年3月発行 ISBN 4757204922
8. 1997年07月発行 ISBN 4756108083/改訂版2000年10月発行 ISBN 4757702124
9. 1998年5月発行 ISBN 4757200390
10. 1999年4月発行 ISBN 4757203861

### 外伝 ボトルシップ・トルーパーズ
登場人物も舞台となる場所も本編とは異なる設定により、本編作者により新たに描かれた外伝作品。
- BRAKE-AGE外伝 ボトルシップ・トルーパーズ 全1巻 (アスペクト、2000年3月発行、ISBN 978-4757207394)
- BRAKE-AGE外伝 ボトルシップ・トルーパーズ 完全版 (エンターブレイン、2006年3月発行、ISBN 978-4757726710)

『月刊コミックビーム』1999年9月号から2000年3月号にかけて連載され、単行本第1巻が発売されるも作者体調不良により連載休止。
2006年、第1巻以降のストーリーを書き下ろしにより追加し、ストーリーを完結させた完全版を単行本として発売。

### 小説版
本編の登場人物たちが脇役としてしか登場しない外伝。
いずれも、原作・監修 馬頭ちーめい＋STUDIOねむ。イマジネーション・ブルーまではアスキーから出版され、のちにエンターブレインから再出版されている。
1. BREAK-AGE 戦士たちの夏 (著・篠崎砂美、ログアウト文庫)
2. BREAK-AGE vol.2 戦士たちの秋 (著・篠崎砂美、ファミ通文庫)
3. BREAK-AGE EX イマジネーション・ブルー (著・遠野ひろみ＋STUDIOねむ、ファミ通文庫)
4. BREAK-AGE EX ムーンゲッター (上・下) (著・遠野ひろみ＋STUDIOねむ、ファミ通文庫)
5. BREAK-AGE EX ロアゾオ・ブルー 全7巻 (著・鍋本ちぇいある＋STUDIOねむ、ファミ通文庫)

### ガイドブック
BREAK-AGE オフィシャル・ガイドブック
編・STUDIOねむ＆馬頭ちーめい、アスペクト、1999年4月発行、ISBN 4757204116。
1999年、OVA版発売に合わせて発売。本編全10巻を総括した内容となっており、用語集・年表・登場人物一覧などが掲載されている。装丁はゲーム攻略本に似せて作られており、帯には攻略本コーナーに置かないでという店頭への注意が書かれていた。
BREAK-AGE OFFICIAL WORKS
馬頭ちーめい＋STUDIOねむ・編、エンターブレイン、2006年4月発行、ISBN 978-4757727991。
2006年、ボトルシップ・トルーパーズ完結版発売に合わせて発売。2004年に完結した小説ロアゾオ・ブルーを含めた、全てのストーリーを補完する内容となっている。

### その他
CRUSH BOOM! BANG!（クラッシュ ブン！バン！）
漫画・岡本健志、設定原案・馬頭ちーめい＋STUDIOねむ、『月刊アスキーコミック』1995年8月号掲載。
他作者によるBREAKE-AGEのスピンオフ作品。短編読み切り漫画。2013年8月14日より絶版マンガ図書館にて電子書籍として配信中。

## OVA版
1999年9月25日にアニメーション作品としてVHS・LD（初回プレスのみ限定生産）・DVDの各メディアで発売された。発売元はビームエンタテインメント。各メディアのジャケットはそれぞれ異なり、全て原作者の馬頭ちーめいによる書き下ろし。初回生産分には各メディアで絵柄が異なるオリジナルトレーディングカードおよびエントリーカードが作成できるスペシャルカードが付属した。作者がアニメ製作用に描いたカラー設定イラストや監督へのインタビューなどはオフィシャルガイドブックで読むことが出来る。

### ストーリー
原作者の馬頭ちーめいの意向を汲み、原作第0話での桐生と彩理との出会いから対戦までの間に、第1話の国府高専祭のエピソードを挟み込んだ形になっている。
2007年、デンジャープラネットに熱中する高専生・仁村桐生は、ある日のゲームで、巨大なVP“ベンケイ”になすすべもなく敗れる。相手プレイヤーに興味を持った桐生が会いに行くと、プレイヤーは美人女子高生の彩理だった。ショックを受けた桐生だったが、通っている高専の学園祭で偶然再会した彼女に再戦を申し込む。彩理も以前、別の機体を使っていたときに桐生に敗れていたことを思い出し、申し出を受ける。桐生は、ベンケイに対抗できる新しい機体“九郎”を制作し、戦いに臨むのだった。

### 声の出演
- 仁村桐生：鈴村健一
- 高原彩理：山崎和佳奈
- ディードリッヒ・高原（ディーター）：森川智之 - 実質的にはナレーター。
- 倉田大輔：上田祐司
- 長船悠樹（会長）：子安武人
- 任谷篤志：飛田展男
- 東海林亜紀子：高田由美
- 仁村美鈴：富沢美智恵
- 日下部崇：西村朋紘 - 国府高専の電算部部長。
- 梶谷弘樹：一条和矢 - デッガーの営業部員。長船とは同学年でかつては任谷以前のパートナーだった。

### スタッフ
- 監督・脚本 - 冨永恒雄
- キャラクターデザイン・総作画監督 - 加野晃
- メカデザイン・作画監督 - 牛島勇二
- メカ作画監督 - 宍戸聡
- 演出 - 山口頼房
- 美術監督 - 脇威志
- 色彩設定 - 高木雅人
- 撮影監督 - 佐野禎史
- 編集 - 関一彦
- 音響監督 - 田中一也
- 音楽 - 山中紀昌
- プロデューサー - 武智恒雄
- アニメーションプロデューサー - 小平正夫
- アニメーション制作 - リップルフィルム
- 製作 - ビームエンタテインメント

## 備考
- 『月刊アスキーコミック』1992年11月号に読み切り作品として掲載。1993年7月号から連載開始。1995年、発行元が発行誌を統廃合して『月刊コミックビーム』に移行する際に打ちきりを勧められ、一時「BREAK-AGE 〜FLASHBACK〜」の題名で本編開始よりも過去のエピソードを扱う形になったが、人気が衰えなかったため題名を元に戻して本編に復帰した[2]。
- ほぼ全てのキャラクターにフルネームと生年月日が設定されている。脇役ともなると細かには設定されず、単行本巻末に項目が空欄のプロフィールがあった。これらは全てオフィシャルガイドブックで補完されている。
- 作中に、実在のTVゲームソフトチェーンわんぱくこぞうが出てくるのは、同チェーンが発行する情報誌『ぱっくんぽっけ』の企画・編集にSTUDIOねむが携わり、馬頭ちーめいが「兄弟神技」を連載している関係。